# Las Lomas (Chiriquí)
Las Lomas es un corregimiento del distrito de David en la provincia de Chiriquí, República de Panamá. La localidad tiene 18.769 habitantes (2010). Forma parte del área metropolitana de David.

## Localización
El corregimiento de Las Lomas se localiza entre los 8°22’ y 8°30’ de latitud norte y los 82°20’ y 82°24’ de longitud oeste, en la región occidental de la República de Panamá, específicamente al este de la ciudad de David, en la provincia de Chiriquí.

## Contexto geográfico
El corregimiento de Las Lomas, está emplazando sobre una planicie, entre los ríos Chiriquí, David y el Río Cochea, a una altura aproximada de 9 m.s.n.m en su parte más baja(Punta Palma Real y Punta Peña); aunque existen elevaciones como el Cerro Viejo (200 m s. n. m), Cerro Prieto (245 m s. n. m.) y Cerro El Corro (273 m.s.n.m), entre otros.
El corregimiento de Las Lomas posee una forma triangular, con un aumento considerable hacia el este. Su extensión territorial es de 78,9 km², con una densidad de población de 138 hab/km².

## Principales comunidades
- Llano Grande Abajo
- Llano Grande Arriba
- Llano del Medio
- Mata de Limón
- Mata del Nance
- Quiteño
- San José
- El Valle

## Límites
- Al Norte con el corregimiento de Cochea, Bijagual, Dos Rios y el distrito de Dolega.
- Al Sur con el corregimiento de Chiriquí,ambos divididos por el Río Chiriquí Nuevo.
- Al Este con el corregimiento de Chiriquí, ambos divididos por el Río Chiriquí Nuevo.
- Al Oeste con el corregimiento de Los Algarrobos, David, Los Anastacios y distrito de Dolega, ambos divididos por el Río David.

## Descripción topográfica
Las Lomas está compuesta de llanuras que se extienden en dirección al Océano Pacífico, encontramos una pequeña cordillera que se extiende desde El Quiteño hasta El Valle, en la sección norte.
Hacia el Este y Norte se elevan pequeños cerros, que sus tierras bajas, están formadas por tierras laborales, en las cuales se cultivan algunos productos como el maíz, fréjol y arroz, que indica que es de ahí donde se practica la poca agricultura de la región.
A pesar de que este corregimiento está a solo 9 m s. n. m., en su parte más baja, sobresale en su superficie algunas elevaciones como el cerro Corro, cerro Gaitán, cerro Quiteño, cerro Viejo y cerro Prieto.

## Morfología
Los suelos del corregimiento de Las Lomas, comprenden las llanuras de los suelos arcillosos se incluye en esta unidad una variedad de suelos residuales o de aluvión antiguo, de topografía plana o levemente ondulada, características por horizontes de textura arcillosa en la superficie o cerca de ella. 
El corregimiento de Las Lomas posee tres clases de suelos a saber: el suelo clase III, que son suelos arables; el suelo clase IV, que son suelos no arables y el suelo clase VIII cuyas características de suelos son color rojizo y tienen su origen en material de roca andesítica.

## Hidrografía
El estudio de una red hidrográfica abarca la descripción física de los ríos, mares y lagos que circundan un lugar determinado. El corregimiento de Las Lomas es separado por el Río Chiriquí por el Este; el Río David, por el Oeste y el Río Cochea por el Noroeste, que le sirven de límites naturales.
Este corregimiento se caracteriza también por el gran número de quebradas tributarias, y algunas de ellas sirven de límites naturales a nivel interno. Algunas de estas quebradas, que han servido como límites entre los llanos o regimientos son:
- Quebrada Pianeta o Vigía que sirve de límite natural al norte de El Quiteño, que separa a Las Lomas del distrito de Dolega.
- Quebrada Vigil que separa la urbanización San Antonio del Barrio de Mata del Nance.
- Quebrada de Llano Grande que separa a Llano Grande Debajo de Llano del Medio.
- Quebrada Bichall separa a San José de Llano del Medio.

También es digno de mención una quebrada que nace al noroeste de Mata del Nance y desemboca al sur del Río Chiriquí conocida con el nombre de Brazo Gómez, que influye en la agricultura y la ganadería de la región.

## Clima
El corregimiento de Las Lomas posee un clima tropical húmedo con una precipitación anual mayor de 2,500 mm y temperaturas cálidas del mes de 30 °C. Presenta precipitaciones anuales de 2,500 mm, posee una estación seca prolongada, con temperatura media del mes más fresco de 21 °C y el mes más cálido de 32 °C.
Las Lomas por encontrarse en la zona intertropical al igual que el resto del país, posee un período seco comprendido de enero a abril y un período lluvioso de mayo a diciembre aproximadamente.
La estación o período lluvioso es de vital importancia para el hombre, porque son los meses de mayor precipitación y por ende el tiempo para cultivar sus tierras. Este período se divide en dos puntos pluviométricos que siguen el ritmo del sol, estos puntos probablemente coinciden con el paso de la zona de convergencia intertropical en dirección norte en junio y en dirección sur en octubre.
La estación seca se caracteriza por una débil pluviometría, en diciembre todo el sistema de masas de aire se dirige hacia el sur, donde el aire subtropical más fresco y seco, desciende hacia el sur, pasando sobre el istmo en dirección a la zona de convergencia intertropical. Enseguida vientos alisios fuertes del sector Nordeste, reemplazan a los débiles alisios Sudoeste. 

## Demografía
En las primeras décadas del siglo XX, los habitantes de Las Lomas se dedicaban, como actividad económica principal a la ganadería y un mínimo porcentaje a la agricultura. En las últimas décadas, el “lomeño” se ha dedicado a diferentes actividades económicas que han llevado consigo el desarrollo y el crecimiento de este corregimiento.
Este lugar ha crecido demográficamente a través de todos los años siguientes a la Separación de Panamá de la República de Colombia. Según censos localizados en algunos libros del corregimiento de Las Lomas, su aumento progresa en promedio a un ritmo de 1,000 habitantes cada 10 años, según los Censos de Población y Vivienda.

## Equipamientos
Entre los avances socioculturales sobre obras realizadas por la comunidad tenemos:

### Biblioteca Pública
En 1954 los alumnos graduados de magisterio del colegio Félix Olivares Contreras  dieron el primer aporte para la construcción de la biblioteca y una junta cívica logró, tras gran esfuerzo, terminar esta importante y significativa obra en 1965.

### Cementerio
El primer cementerio aparece bajo la jurisdicción del corregidor Luis Vargas en 1944. Una junta encabezada por Don Teófilo Navarro y otros inician la consecución de un terreno para construir un cementerio, vista la necesidad de tener uno más cercano, ya que el cementerio de David era demasiado distante. Este terreno fue conseguido y se encuentra ubicado en Llano del Medio, frente a la familia Guerra, hoy propiedad de Ceba, S. A. El cementerio fue inaugurado en 1945 por el gobernador González Revilla. Luego de 20 años, surge nuevamente la necesidad de la construcción de otro; y se logró la consecución del terreno en Llano Grande y su uso oficial en 1966.

### Centro de Salud
Para 1950 existió una unidad sanitaria en Llano Grande, a la cual asistían los habitantes en busca de medicinas y luego fue trasladada a Llano del Medio detrás de la Iglesia Católica. Viendo la necesidad de buscar un local propio se reúnen un grupo de amigos con el propósito de construir un edificio que pudiera servir para establecer un centro de salud. Nace entonces un comité pro centro de salud.
Por medio de un grupo de padres de familia y la dirección de la escuela dirigida por la Prof. Oris de Santamaría se logra conseguir con el Ministerio de Educación un lote de terreno que era de la escuela para la construcción del Centro de Salud. El 4 de mayo de 1973 se da por terminada la obra.

### Iglesia Católica
Antes de iniciarse la construcción de la iglesia católica existieron diversas organizaciones como lo fueron el Centro Cooperativo de Las Lomas, Asociación de Amigos de Las Lomas, Centro Pro-beneficio de Las Lomas, Centro Voluntario unido, pero ninguno de ellos logró dar el primer paso para la construcción de la iglesia. No fue hasta 1949 cuando un grupo de moradores se reúnen con el propósito de construir la iglesia en terreno donado por el Sr. Juan Antonio Becerra. Siendo el corregidor Teófilo Navarro se comenzó este proyecto cuya culminación fue en 1954. La Virgen del Buen Consejo es la patrona de los residentes de Las Lomas y en su honor se celebran sus patronales todos los 26 de abril, como fecha alusiva a la fundación de la iglesia.

## Folklore
Este pueblo ha vivido siempre sumido en un sinnúmero de cuentos y leyendas o mejor dicho en supersticiones que tenían atemorizados a los pobladores. Esto prácticamente finalizó cuando a la región llegaron frailes y misioneros, los cuales venían con el objetivo de enseñar doctrinas cristianas en la comunidad de Las Lomas.